# پاسکال آربیو
پاسکال آربیو ((به فرانسوی: Pascale Arbillot)؛ زادهٔ ۱۷ آوریل ۱۹۷۰) هنرپیشه اهل کشور فرانسه است. از فیلم‌هایی که وی در آن نقش داشته است می‌توان به دروغ‌های سفید کوچک، جما باوری، رئیس‌جمهورها و هنر عشق اشاره کرد.